# Ingo Siegner

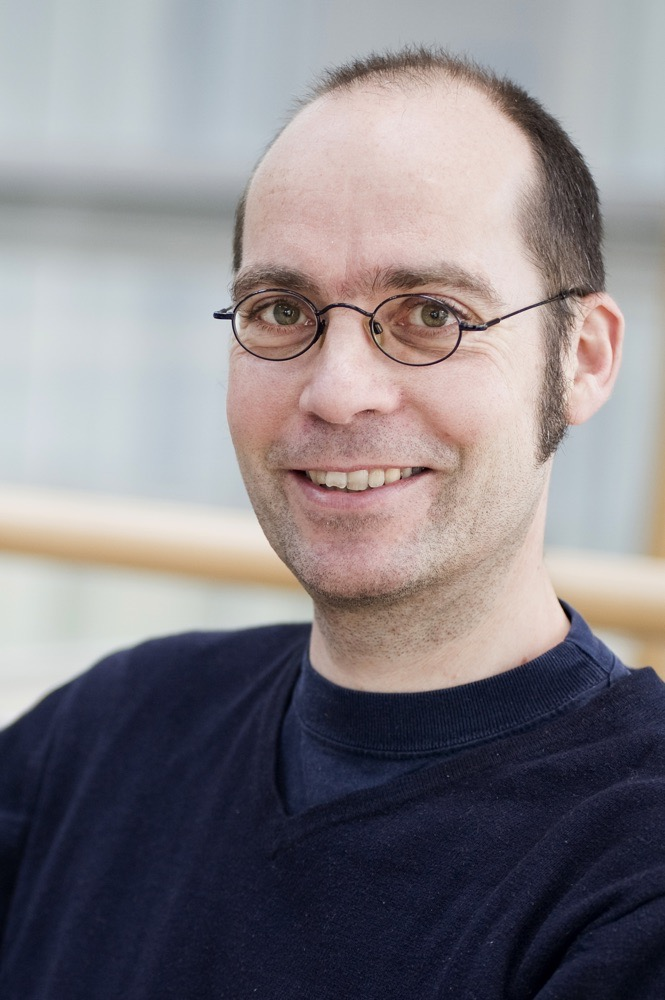
Ingo Siegner (2011)

Ingo Siegner (* 1965 in Hannover) ist ein deutscher Schriftsteller und Illustrator. Siegner veröffentlicht hauptsächlich Kinderliteratur. Der von ihm geschaffene kleine Drache Kokosnuss entwickelte sich zu einem Serienhelden. Mehr als fünf Millionen Bücher wurden verkauft, hinzu kommen eine Million Hörbücher und mehr als zwei Millionen Merchandising-Artikel.

## Leben
Ingo Siegner wurde 1965 in Hannover geboren und wuchs in der nahen Kleinstadt Großburgwedel auf mit seinen jüngeren Geschwistern, einem Halbbruder und einer Halbschwester. Seine Mutter starb, als er sieben Jahre alt war. Seine Eltern waren geschieden. Nach dem Schulabschluss zog er in die niedersächsische Landeshauptstadt, absolvierte seinen Zivildienst und die Ausbildung zum Sparkassenkaufmann. Danach studierte er Geschichte und Französisch in Hannover und im elsässischen Mulhouse. Als er kein BAFöG mehr erhielt, begann er seine Tätigkeit als Kinderbetreuer bei einem hannoverschen Reiseunternehmer. Sein Studium blieb ohne Abschluss. Den Beruf des Reisebegleiters übte er jedoch zwölf Jahre lang aus. Schon während dieser Zeit begann er zu schreiben und seine Geschichten auch zu illustrieren.
Heute lebt Siegner als freier Autor und Illustrator in Hannover. Besonders die von ihm geschaffene Figur des Drachen Kokosnuss machte ihn bekannt. Vom kleinen Drachen wird eine breite Palette von Produkten für die Altersstufen von 0 bis 10 Jahren angeboten. Kinder können mit dieser Figur lesen, hören, sich beschäftigen, lernen und spielen. 2015 fand im Wilhelm Busch - Deutschen Museum für Karikatur und Zeichenkunst in Hannover eine erste große Ausstellung mit Originalzeichnungen des Künstlers statt.

## Schaffen
Das Werk des Künstlers ist besonders dadurch geprägt, dass er ständig seine drei Berufe verknüpft: Kinderbuchautor,  Zeichner und Vorleser. Diese Verbindung ist durch seinen Werdegang entstanden. Ingo Siegners Laufbahn begann im Alter von zehn Jahren beim Vorlesen mit verstellten Stimmen für ein Nachbarskind. Seinen kleineren Geschwistern erzählte er Fantasiegeschichten und später wurden die genannten Tätigkeiten geübt sowie mit seiner Anstellung beim Veranstalter von Familienreisen vertieft. Hier entdeckte er seine Freude daran, mit den kleinen Gästen zu spielen und ihnen vorzulesen. Die erfundenen Abenteuer von witzigen Figuren, die ein Happy End erlebten, stießen auf große Resonanz von Eltern und Kindern. Das animierte ihn zum Aufschreiben.
Das Zeichnen übte der Autor bereits seit seiner Kindheit an Römern aus Asterixheften. Als Erzähler für seine jüngeren Halbgeschwister oder dann als Kinderbetreuer fanden durch Zeichnungen unterstützte Geschichten mehr Anklang und er begann deshalb seine Geschichten mit passenden Illustrationen zu ergänzen. Außerdem konnte er keinen Zeichner finden, der seine Ideen so abbildete, wie er sich diese vorstellte.
Den Grundstock zu Siegners Karriere bildeten zehn Copy-Exemplare, die der Autor selbst gefertigt hatte. Diese Geschichten verschenkte er zu besonderen Anlässen im Verwandten- und Bekanntenkreis. Darunter befand sich auch „Der kleine Drache Kokosnuss“.
Die Frau von Siegners Cousin knüpfte mit „Der kleine Drache Kokosnuss“ über einen Literatur-Agenten den Kontakt zu einem Verlag und 2002 erschien diese Geschichte als erstes Kokosnuss-Buch. Die heute vielbändige Buchserie mit dem kleinen Drachen eroberte 2012 die Bühne. Am Jungen Theater Bonn gab es die Uraufführung des ersten Kokosnuss-Abenteuers. Lajos Wenzel schuf 2015 erneut ein Theaterstück mit viel Musik zu „Der kleine Drache Kokosnuss rettet die Welt“. Auch den Kinofilm „Der kleine Drache Kokosnuss“ sahen im Dezember 2014 mehr als 700.000 Zuschauer. Weiterhin hielt „Der kleine Drache Kokosnuss“ im KiKA des ZDF im Herbst 2015 Einzug.
Quellen für Siegners Bücher sind Einfälle und Begegnungen im Alltag sowie ein Tierlexikon. Hier ist er auf der Suche nach markanten Merkmalen für seine Fantasie-Tier-Figuren. Immer sollen die Tiere erkennbar sein und sich auch für seine Illustrationen eignen. Die Begegnung mit einer Ratte z. B. und ausgiebige Recherchen zu diesen Tieren ließen den Autor über deren Klugheit staunen. So entstanden die Erlebnisse des Rattenjungen Eliot und des mutigen Rattenmädchens Isabella.
Ingo Siegner engagiert sich für die Sprach- und Leseförderung. Dafür erhielt er 2003 den Bad Iburger Kinderliteraturpreis Schlossgeschichten. 2009 gehörte er zu den Gründungsmitgliedern von Lesestart Hannover.  Außerdem versucht er mit einem Mammutprogramm von ca. 130 Lesungen pro Jahr Spaß am Lesen zu vermitteln. Seine Auftritte bezeichnet Irmgard Clausen bei der Auszeichnung zum Lesekünstler des Jahres 2012 als „lebendiges Kino“. Weiterhin beteiligt sich der Autor an der Tandem-Erstlesereihe des cbj-Verlags „Erst ich ein Stück, dann du“.
Im Jahr 2024 wurde eine Grundschule in Burgdorf nach ihm benannt.

## Werk
- Das HokusPokus. Fjord & Baeltcentret, Kerteminde 2001, ISBN 87-988466-0-4.
- Weihnachten bei Paulchen Bär. cbj, München 2006, ISBN 3-570-13101-7 / CD, Random House Audio, Köln 2014, ISBN 978-3-8371-2686-0.
- Oskar und Sophie entdecken Hannover : ein Hannover-Wimmelbuch. Leuenhagen & Paris, Hannover 2013, ISBN 978-3-923976-92-8.

### Reihe: Schau mal, wer da spricht - Der kleine Drache Kokosnuss
- und das Schlossgespenst. cbj, München 2013, ISBN 978-3-570-15653-7.
- Lustige Witze für Erstleser. cbj, München 2013, ISBN 978-3-570-15654-4.
- Neue Witze für Erstleser. cbj, München 2014, ISBN 978-3-570-15820-3.
- Tolle Witze für Erstleser. cbj, München 2014, ISBN 978-3-570-17122-6.
- Super Witze für Erstleser. cbj, München 2015, ISBN 978-3-570-17085-4.
- Meine allerlustigsten Kinderwitze. cbj, München 2015, ISBN 978-3-570-17231-5.

### Reihe: Erst ich ein Stück, dann du
- Der kleine Drache Kokosnuss kommt in die Schule. cbj, München 2012, ISBN 978-3-570-15420-5.
- Der kleine Drache Kokosnuss und das Geheimnis der Mumie. cbj, München 2012, ISBN 978-3-570-15426-7.
- Der kleine Drache Kokosnuss : Schulfest auf dem Feuerfelsen. cbj, München 2015, ISBN 978-3-570-17225-4.
- Der kleine Drache Kokosnuss bei den Indianern. cbj, München 2014, ISBN 978-3-570-15816-6.
- Der kleine Drache Kokosnuss auf der Suche nach Atlantis. cbj, München 2014, ISBN 978-3-570-15921-7.
- Der kleine Drache Kokosnuss und der schwarze Ritter. cbj, München 2015, ISBN 978-3-570-17082-3.

### Reihe: Der kleine Drache Kokosnuss
- Der kleine Drache Kokosnuss (Band 1). Omnibus, München  2002, ISBN 3-570-12683-8 / CD Teil 1, Steinbach, Schwäbisch Hall 2003, ISBN 3-88698-659-4 / CD Teil 2, Steinbach, Schwäbisch Hall 2004, ISBN 3-88698-679-9 / E-Book, Random House GmbH, München 2010, ISBN 978-3-641-04764-1. (DE: Gold (Kids-Award))[33]
- feiert Weihnachten (Band 2). Omnibus, München 2003, ISBN 3-570-12765-6 / CD, Steinbach, Schwäbisch Hall 2004, ISBN 3-88698-697-7 / E-Book, Random House GmbH, München 2010, ISBN 978-3-641-04765-8. (DE: Gold (Kids-Award))
- kommt in die Schule (Band 3). cbj, München 2004, ISBN 3-570-12716-8 / CD, Steinbach, Schwäbisch Hall 2005, ISBN 3-88698-745-0 / E-Book, Random House GmbH, München 2010, ISBN 978-3-641-04766-5.
- - hab keine Angst! (Band 4). cbj, München 2004, ISBN 3-570-12806-7 / CD, Steinbach, Schwäbisch Hall 2005, ISBN 3-88698-766-3 / E-Book, Random House GmbH, München 2010, ISBN 978-3-641-04767-2.
- und der große Zauberer (Band 5). cbj, München 2005, ISBN 3-570-12807-5 / CD, Steinbach, Schwäbisch Hall 2005, ISBN 3-88698-774-4 / E-Book, Random House GmbH, München 2010, ISBN 978-3-641-04768-9. (DE: Gold (Kids-Award))
- und der schwarze Ritter (Band 6). cbj, München 2005, ISBN 3-570-12808-3 / CD, Steinbach, Schwäbisch Hall 2006, ISBN 3-88698-847-3 / E-Book, Random House GmbH, München 2010, ISBN 978-3-641-04770-2.
- und seine Abenteuer. cbj, München 2006, ISBN 3-570-13075-4 / E-Book, Random House, München 2010, ISBN 978-3-641-04910-2.
- besucht den Weihnachtsmann. cbj, München 2006, ISBN 3-570-13202-1 / E-Book, Random House GmbH, München 2010, ISBN 978-3-641-04981-2.
- Schulfest auf dem Feuerfelsen (Band 7). cbj, München 2006, ISBN 3-570-12941-1 / CD, Random House Audio, Köln 2006, ISBN 3-86604-305-8 / E-Book, Random House GmbH, München 2010, ISBN 978-3-641-04769-6.
- und die Wetterhexe (Band 8). cbj, München 2007, ISBN 978-3-570-12942-5 / CD, Random House Audio, Köln 2007, ISBN 978-3-86604-527-9 / E-Book, Random House, München 2010, ISBN 978-3-641-04771-9.
- reist um die Welt (Band 9). cbj, München 2007, ISBN 978-3-570-13038-4 / CDs, Random House Audio, Köln 2011, ISBN 978-3-8371-1097-5 / E-Book, cbj, München 2015, ISBN 978-3-641-17730-0.
- und die wilden Piraten (Band 10). cbj, München 2008, ISBN 978-3-570-13437-5 / CD, Random House Audio, Köln 2008, ISBN 978-3-86604-812-6 / E-Book, Random House GmbH, München 2009, ISBN 978-3-641-02013-2.
- im Spukschloss (Band 11). cbj, München 2008, ISBN 978-3-570-13039-1 / CD, Random House Audio, Köln 2008, ISBN 978-3-86604-897-3 / E-Book, Random House GmbH, München 2010, ISBN 978-3-641-04773-3.
- und der Schatz im Dschungel (Band 12). cbj, München 2009, ISBN 978-3-570-13645-4 / CD, Random House Audio, Köln 2009, ISBN 978-3-86604-968-0 / E-Book, Random House GmbH, München 2010, ISBN 978-3-641-04774-0.
- und das Vampir-Abenteuer (Band 13). cbj, München 2009, ISBN 978-3-570-13702-4 / CD, Random House Audio, Köln 2009, ISBN 978-3-8371-0115-7 / E-Book, Random House GmbH, München 2009, ISBN 978-3-641-04775-7.
- und das Geheimnis der Mumie (Band 14). cbj, München 2010, ISBN 978-3-570-13703-1 / CD, Random House Audio, Köln 2010, ISBN 978-3-8371-0298-7 / E-Book, Random House GmbH, München 2010, ISBN 978-3-641-04776-4.
- und die starken Wikinger (Band 15). cbj, München 2010, ISBN 978-3-570-13704-8 / CD, Random House Audio, Köln 2013, ISBN 978-3-8371-2211-4 / E-Book, Random House GmbH, München 2010, ISBN 978-3-570-13704-8. (DE: Gold (Kids-Award))
- auf der Suche nach Atlantis (Band 16). cbj, München 2011, ISBN 978-3-570-15280-5 / CD, Random House Audio, Köln 2011, ISBN 978-3-8371-0782-1 / E-Book, Random House GmbH, München 2011, ISBN 978-3-641-05584-4.
- bei den Indianern (Band 17). cbj, München 2011, ISBN 978-3-570-15281-2 / CD, Random House Audio, Köln 2011, ISBN 978-3-8371-0897-2 / E-Book, Random House GmbH, München 2011, ISBN 978-3-641-05644-5.
- im Weltraum (Band 18). cbj, München 2012, ISBN 978-3-570-15283-6 / CD, Random House Audio, Köln 2012, ISBN 978-3-8371-1288-7 / E-Book, Random House GmbH, München 2012, ISBN 978-3-641-07271-1.
- reist in die Steinzeit (Band 19). cbj, München 2012, ISBN 978-3-570-15282-9 / CD, Random House Audio, Köln 2012, ISBN 978-3-8371-1538-3 / E-Book, Random House GmbH, München 2012, ISBN 978-3-641-06857-8.
- erst auf, dann zu, das klappt im Nu!, cbj, München 2012, ISBN 978-3-570-15423-6.
- Weißt du, wie viel Uhr es ist? cbj, München 2013, ISBN 978-3-570-15741-1.
- Sicher im Straßenverkehr. cbj, München 2013, ISBN 978-3-570-13912-7.
- Magnet. cbj, München 2013, ISBN 978-3-570-03975-5.
- Das kleine Einmaleins. cbj, München 2013, ISBN 978-3-570-15697-1.
- Schulausflug ins Abenteuer (Band 20). cbj, München 2013, ISBN 978-3-570-15637-7 / CD, Random House Audio, Köln 2013, ISBN 978-3-8371-1953-4 / E-Book der Verlagsgruppe Random House GmbH, München 2013, ISBN 978-3-641-10455-9. (DE: Gold (Kids-Award))
- bei den Dinosauriern (Band 21). cbj, München 2013, ISBN 978-3-570-15660-5 / CD, Random House Audio, Köln 2013, ISBN 978-3-8371-2180-3  / E-Book, Random House GmbH, München 2013, ISBN 978-3-641-10456-6.
- und der geheimnisvolle Tempel (Band 22). cbj, München 2014, ISBN 978-3-570-15829-6 / CD, Random House Audio, Köln 2014, ISBN 978-3-8371-2484-2 / E-Book, Random House GmbH, München 2014, ISBN 978-3-641-13767-0.
- und die Reise zum Nordpol (Band 23). cbj, München, 2014, ISBN 978-3-570-15863-0 / CD, Random House Audio, Köln 2014, ISBN 978-3-8371-2642-6 / E-Book, cbj, München 2014, ISBN 978-3-641-13768-7.
- feuerfeste Freunde : das Bilderbuch zum Film. cbj, München 2014, ISBN 978-3-570-17119-6 / E-Book, cbj, München 2014, ISBN 978-3-641-15100-3.
- und die schönsten Schulgeschichten, cbj, München 2014, ISBN 978-3-570-15865-4.
- Der große Rätsel-Vorschulspaß, cbj, München 2014, ISBN 978-3-570-15835-7.
- das große Wimmel-Puzzle-Buch. cbj, München 2014, ISBN 978-3-570-15980-4.
- das große Liederbuch mit CD. cbj, München 2014, ISBN 978-3-570-15661-2.
- das große ABC-Buch. cbj, München 2014, ISBN 978-3-570-15830-2.
- was raschelt und krawuschelt da? cbj, München 2014, ISBN 978-3-570-15831-9.
- Witze von der Dracheninsel : Band 1. cbj, München 2014, ISBN 978-3-570-22519-6 / CD, Random House Audio, Köln 2014, ISBN 978-3-8371-2924-3.
- Expedition auf dem Nil (Band 24), cbj, München 2015, ISBN 978-3-570-15978-1 / CD, Random House Audio, München 2015, ISBN 978-3-8371-3040-9 / E-Book, cbj, München 2015, ISBN 978-3-641-16007-4.
- kommt in den Kindergarten. cbj, München 2015, ISBN 978-3-570-17096-0.
- Vulkan-Alarm auf der Dracheninsel (Band 25). cvj, München 2016; ISBN 978-3-570-17303-9 / CD, cbj audio, ISBN 978-3-8371-3327-1.
- bei den wilden Tieren (Band 26). cbj, München 2017, ISBN 978-3-570-17422-7 / CD, cbj audio, ISBN 978-3-8371-3837-5.
- und der Zauberschüler (Band 27). cbj, München 2018, ISBN 978-3-570-17569-9 / CD, cbj audio, ISBN 978-3-8371-4126-9.
- bei den Römern (Band 28). cbj, München 2019, ISBN 978-3-570-17656-6 / CD, cbj audio, ISBN 978-3-8371-4579-3.
- und der chinesische Drache (Band 29). cbj, München 2020, ISBN 978-3-570-17734-1 / CD, cbj audio, ISBN 978-3-8371-5053-7.
- und die Drachenprüfung (Band 30). cbj, München 2021, ISBN 978-3-570-17829-4.[34]
- in Australien (Band 31). cbj, München 2022, ISBN 978-3-570-17976-5.
- Aufregung in der Drachenschule (Band 32). cjb, München 2023, ISBN 978-3-570-18068-6.
- bei den alten Griechen (Band 33). cjb, München 2024, ISBN 978-3-570-18143-0.
- in der Tiefsee (Band 34). cjb, München 2025, ISBN 978-3-570-18253-6.

### Reihe: Alles klar! Der kleine Drache Kokosnuss erforscht …
- … die Dinosaurier (Band 1).
- … die Indianer (Band 2).
- … das Alte Ägypten (Band 3).
- … die Piraten (Band 4).
- … die Ritter (Band 5).
- … die Römer (Band 6). cbj, München 2020, ISBN 978-3-8371-5267-8 / CD, cbj audio, ISBN 978-3-8371-5266-1.
- … die Steinzeit (Band 7). cbj, München 2021, ISBN 978-3-570-17790-7.

### Reihe: Erdmännchen
- Nachts auf dem Sambesi - Erdmännchen Gustavs Abenteuer im Zoo Hannover. Leuenhagen und Paris, Hannover 2003, ISBN 3-923976-44-5 / CD, Leuenhagen und Paris, Hannover 2005, ISBN 3-88698-679-9.
- Gustav spurlos verschwunden. Leuenhagen und Paris, Hannover 2004, ISBN 3-923976-48-8 / CD, Leuenhagen und Paris, Hannover 2006, ISBN 3-923976-00-3.
- Gustav vor, noch ein Tor!. Leuenhagen und Paris, Hannover 2007, ISBN 978-3-923976-59-1 / CD + Booklet, Leuenhagen & Paris, Hannover 2008, ISBN 978-3-923976-61-4.
- Gustav, Rocky und Pauline, Mäusequatsch und Pinguine. Leuenhagen & Paris, Hannover 2010, ISBN 978-3-923976-77-5.

### Reihe: Eliot und Isabella
- Eliot und Isabella und die Abenteuer am Fluss. Beltz und Gelberg, Weinheim 2006, ISBN 3-407-79915-2 / CD, Beltz & Gelberg, Weinheim 2007, ISBN 978-3-407-80998-8.
- Eliot und Isabella und die Jagd nach dem Funkelstein. Beltz & Gelberg, Weinheim 2008, ISBN 978-3-407-79938-8 / CD, Argon, Berlin 2011, ISBN 978-3-8398-4022-1.
- Eliot und Isabella und das Geheimnis des Leuchtturms. Beltz & Gelberg, Weinheim 2011, ISBN 978-3-407-79982-1 / CD, Argon, Berlin 2011, ISBN 978-3-8398-4023-8.
- Eliot und Isabella im Finsterwald. Beltz & Gelberg, Weinheim 2016, ISBN 978-3-407-82161-4 / CD, Argon, Berlin 2016, ISBN 978-3-8398-4133-4.
- Eliot und Isabella in den Räuberbergen. Beltz & Gelberg, Weinheim 2020, ISBN 978-3-407-75820-0 / CD , Argon, Berlin 2020, ISBN 978-3-7324-4235-5.
- Eliot und Isabella und der Trüffeldieb. Beltz & Gelberg, Weinheim 2023.

## Ausstellungen
Ingo Siegner: Kinderbuchillustrationen. Im: Wilhelm Busch – Deutsches Museum für Karikatur und Zeichenkunst, Hannover, 31. Mai – 11. Oktober 2015
Der Kleine Drache Kokosnuss und andere Figuren von Ingo Siegner. Historisches Museum der Pfalz, Speyer, 27. Oktober – 22. Juni 2025

## Auszeichnungen
- 2003 Bad Iburger Kinderliteraturpreis Schlossgeschichten für „Der kleine Drache Kokosnuss“[37]
- Lesekünstler des Jahres 2012[38]
- Paderborner Hase 2012 mit „Der kleine Drache Kokosnuss auf der Suche nach Atlantis“[39]
- 2021: Verdienstkreuz 1. Klasse des Niedersächsischen Verdienstordens.